# جي. إدوارد بوكستون جونيور
جي. إدوارد بوكستون جونيور (بالإنجليزية: G. Edward Buxton Jr.)‏ هو كاتب وشخصية أعمال وضابط أمريكي، ولد في 13 مايو 1880 في كانساس سيتي في الولايات المتحدة، وتوفي في 15 مارس 1949 في بروفيدنس في الولايات المتحدة.